# Berzelianit
Berzelianit, veraltet auch als Selenkupfer, Selenocuprit, Selenit oder Berzelin bekannt, ist ein relativ selten vorkommendes Mineral aus der Mineralklasse der „Sulfide und Sulfosalze“ mit der chemischen Formel Cu2Se. Berzelianit ist damit chemisch gesehen ein Kupfer(I)-selenid, das strukturell mit den Sulfiden verwandt ist. Berzelianit weist immer geringe S-Gehalte und deshalb ein Se-Defizit auf (Cu2–xSe).
Berzelianit kristallisiert im kubischen Kristallsystem und entwickelt überwiegend feinkörnige bis massige Aggregate, dünne dendritische Krusten sowie pulverige Einschlüsse. Gut ausgebildete Kristalle sind unbekannt.

## Etymologie und Geschichte

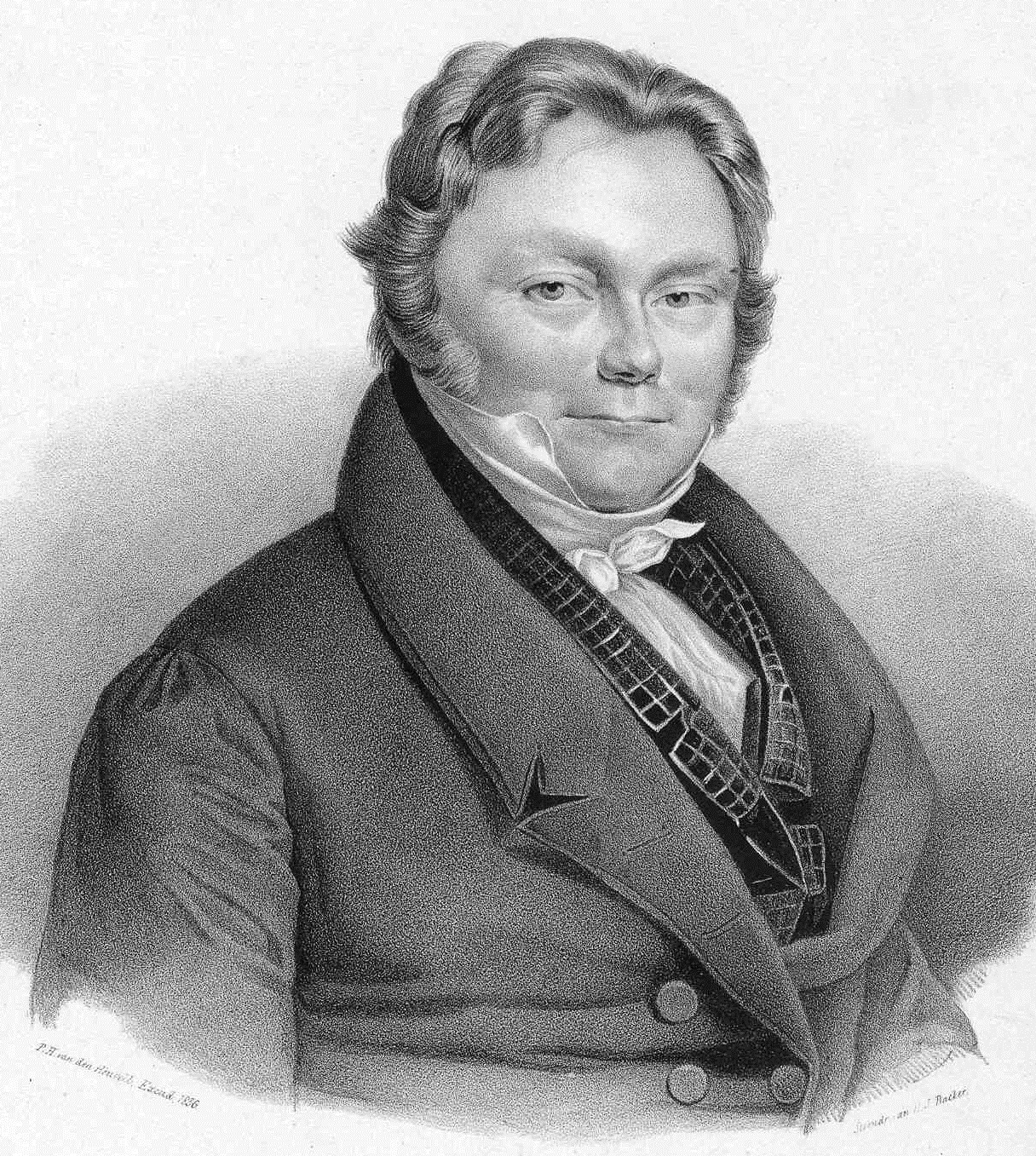
Jöns Jakob Berzelius entdeckte nicht nur das Element Selen, sondern charakterisierte auch als Erster den später nach ihm benannten Berzelianit von Skrikerum als Kupferselenid

Als Entdecker des Berzelianits gilt der Bergbauingenieur (Bergsvetenskapsman) Eric Thomas Svedenstierna, der das Mineral in Skrikerum fand und dem schwedischen Chemiker Jöns Jakob Berzelius zur Analyse überließ. Dieser analysierte es bereits 1818 und bezeichnete es nach den ermittelten Hauptbestandteilen Selen und Kupfer als Selenbunden koppar. Die erste Beschreibung erfolgte 1824 durch den französischen Mineralogen François Sulpice Beudant als séleniure de cuivre, später (1832) benannte Beudant das Mineral zu Ehren von Berzelius als Berzelin. Um der Verwechslung mit einer 1831 von Louis Albert Necker de Saussiere gleichfalls als Berzelin benannten weißen Varietät von Haüyn vorzubeugen, änderte James Dwight Dana im Jahre 1850 diese Benennung in den heute noch gültigen Namen Berzelianit. Berzelianit darf nicht mit dem Arsenatmineral Berzeliit verwechselt werden.
Jöns Jakob Berzelius (1779–1848) ist der Vater der analytischen Chemie und der Erfinder der chemischen Symbole. Er entdeckte die chemischen Elemente Cer, Selen und Thorium und – zusammen mit Schülern – Erbium, Lanthan, Lithium, Terbium und Yttrium. Tantal, Titan, Silicium, Vanadium und Zirconium stellte er als Erster in reiner Form dar.

## Klassifikation
In der veralteten 8. Auflage der Mineralsystematik nach Strunz gehörte der Berzelianit zur Mineralklasse der „Sulfide und Sulfosalze“ und dort zur Abteilung „Sulfide etc. mit M : S > 1 : 1“, wo er gemeinsam mit Chalkosin, Djurleit und Weissit in der „Chalkosin-Berzelianit-Gruppe“ mit der Systemnummer II/A.01 steht.
In der zuletzt 2018 überarbeiteten Lapis-Systematik nach Stefan Weiß, die formal auf der alten Systematik von Karl Hugo Strunz in der 8. Auflage basiert, erhielt das Mineral die System- und Mineralnummer II/B.03-010. Dies entspricht der Klasse der „Sulfide und Sulfosalze“ und dort der Abteilung „Sulfide, Selenide und Telluride mit dem Stoffmengenverhältnis Metall : S,Se,Te > 1 : 1“, wo Berzelianit zusammen mit Athabascait, Bellidoit, Crookesit, Sabatierit und Umangit eine unbenannte Gruppe mit der Systemnummer II/B.03 bildet.
Die von der International Mineralogical Association (IMA) zuletzt 2009 aktualisierte 9. Auflage der Strunz’schen Mineralsystematik ordnet den Berzelianit in die Klasse der „Sulfide und Sulfosalze (Sulfide, Selenide, Telluride, Arsenide, Antimonide, Bismutide, Sulfarsenide, Sulfantimonide, Sulfbismutide)“ und dort in die Abteilung „Metallsulfide, M : S > 1 : 1 (hauptsächlich 2 : 1)“ ein. Hier ist das Mineral in der Unterabteilung „mit Kupfer (Cu), Silber (Ag), Gold (Au)“ zu finden, wo es als einziges Mitglied eine unbenannte Gruppe mit der Systemnummer 2.BA.15a bildet.
In der vorwiegend im englischen Sprachraum gebräuchlichen Systematik der Minerale nach Dana hat Berzelianit die System- und Mineralnummer 02.04.10.01. Das entspricht der Klasse der „Sulfide und Sulfosalze“ und dort der Abteilung „Sulfidminerale“. Hier findet er sich innerhalb der Unterabteilung „Sulfide – einschließlich Seleniden und Telluriden – mit der Zusammensetzung AmBnXp, mit (m+n):p=2:1“ als einziges Mitglied in einer unbenannten Gruppe mit der Systemnummer 02.04.10.

## Kristallstruktur
Berzelianit kristallisiert im kubischen Kristallsystem in der Raumgruppe Fm3m (Raumgruppen-Nr. 225) mit dem Gitterparameter a = 5,694 Å sowie vier Formeleinheiten pro Elementarzelle.
Seit 1975 ist bekannt, dass neben Berzelianit eine tetragonale Hochtemperaturform für Cu2Se existiert, die als Bellidoit, β-Cu2Se (Tief-Berzelianit) bezeichnet wird. Die Raumgruppe dieser Tieftemperaturform ist P42/n (Nr. 86) und die Gitterparameter betragen a = 11,52 Å; c = 11,74 Å; bei 32 Formeleinheiten pro Elementarzelle.
Berzelianit weist ein kubisch flächenzentriertes Gitter (Antifluoritgitter) mit einer kubisch-dichtesten Packung von Selenatomen auf, wobei die Kupferatome in tetragonalen und trigonalen Positionen sitzen.

## Eigenschaften

### Morphologie
Berzelianit findet sich nie in deutlichen Kristallen, sondern ausschließlich in Form dünner dendritischer Krusten von großer Komplexität (vergleichbar Pyrolusit), in feinkörnigen Massen aus winzigen Kriställchen und feinverteilt als pulverförmige Einschlüsse (Pigment) in grobspätigem Calcit. In den Teillagerstätten des tschechischen Distrikts Rožna–Olší wurden bis zu 50 cm mächtige Berzelianit-Akkumulationen angetroffen. Myrmekitische Verwachsungen mit Crookesit sind weit verbreitet. In Schlema-Alberoda bildet Berzelianit derbe massige bis seltener strahlige Aggregate in strahligen bis myrmekitartigen Verwachsungen mit Eukairit oder mit Umangit. In diesen Aggregaten wird er von Clausthalit verdrängt. Vereinzelt sind in Berzelianit Entmischungslamellen von Naumannit zu finden.

### Physikalische und chemische Eigenschaften
Die Aggregate des Berzelianit sind silberweiß (weiß nach grünblau bzw. lichtblau), laufen aber wie viele Selenide charakteristischerweise an. Sehr typisch ist dabei die Verfärbung nach bronzefarben, grau, graublau bis schwarz. Nach geraumer Zeit entsteht auf der Mineraloberfläche ein braunes bis schwarzes Pulver, welches auf den Einfluss von feuchter/SO2-haltiger Luft zurückgeführt wird. Die Strichfarbe des metallglänzenden Berzelianits wird als „glänzend“ beschrieben. Mit einer Mohshärte von 2 gehört Berzelianit zu den weichen Mineralen, die sich wie das Referenzmineral Gips mit dem Fingernagel ritzen lassen.
Im reflektierten Licht (Anschliff) ist Berzelianit graublauweiß mit einer – nach der Schliffherstellung – raschen Farbänderung nach indigoblau und zeigt ein ziemlich mäßig hohes Reflexionsverhalten (in Luft). In Öl ist das Reflexionsverhalten stark herabgesetzt; der Farbton nach blau wird wesentlich stärker. Gegen Clausthalit ist Berzelianit – in Luft und Öl – viel dunkler, gegen Tiemannit deutlich heller. Reflexionspleochroismus fehlt, Anisotropieeffekte bei gekreuzten Polaren höchstens in Spuren.
Berzelianit ist nicht radioaktiv, wird aber häufig von radioaktiven Mineralen begleitet.
Berzelianit ist in konzentrierter Salpetersäure löslich. Vor dem Lötrohr auf Kohle unter Entwicklung von Selendämpfen (Geruch nach faulem Rettich) zu einer grauen Metallkugel schmelzbar. Mit Soda Kupferkorn. Im offenen Röhrchen bildet sich ein rotes Sublimat von Selen und weiße Kristalle von SeO2.

## Modifikationen und Varietäten
Die Verbindung Cu2Se ist dimorph und kommt in der Natur neben dem kubisch kristallisierenden Berzelianit noch als tetragonal kristallisierender Bellidoit vor. Weitere Kupferselenide neben diesen Mineralen sind Umangit, Cu3Se2, und Athabascait, Cu5Se4. Es existiert eine vollständige Mischkristallreihe zwischen der kubischen Hochtemperatur-Modifikation von Digenit und Berzelianit.
Berzelianit weist immer geringe S-Gehalte und deshalb ein Se-Defizit auf (Cu2–xSe mit x ≈ 0,12). Stöchiometrisches Cu2Se wird erst bei 140 °C kubisch.

## Bildung und Fundorte

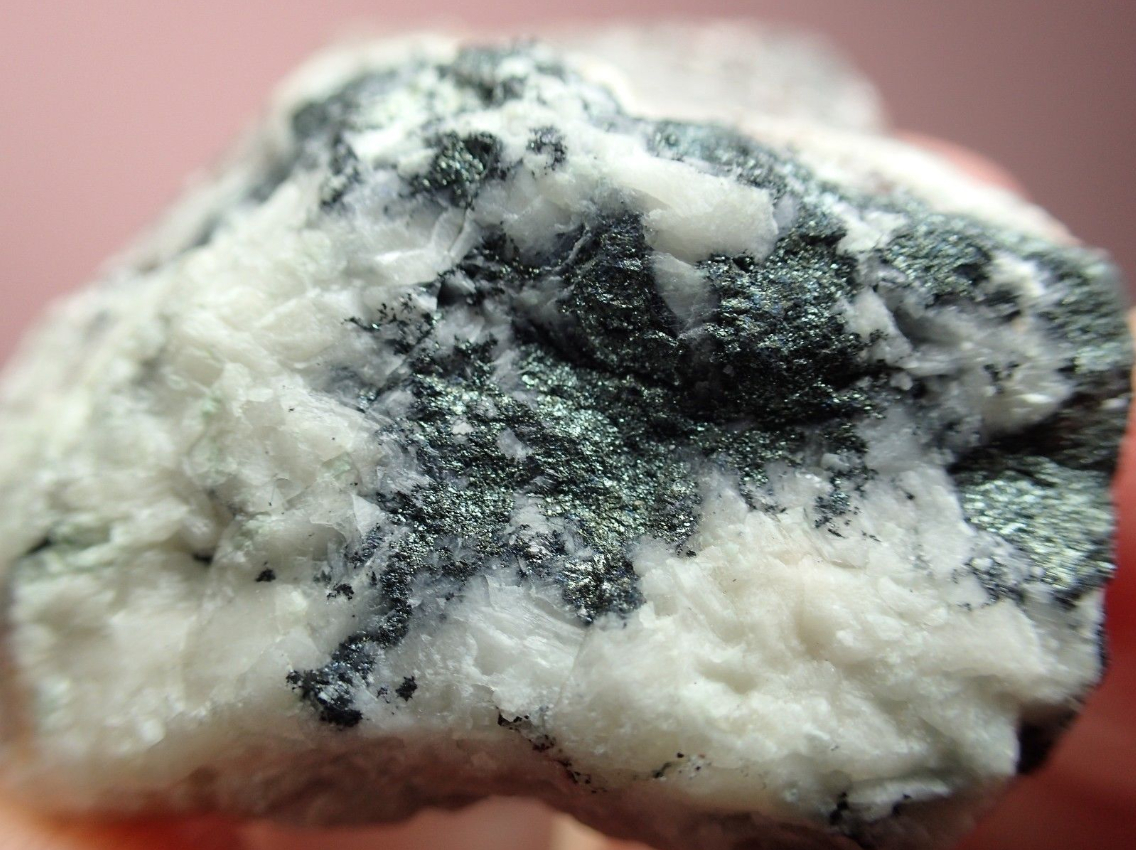
Berzelianit aus dem Bergwerk Bukov, Žďár nad Sázavou, Mähren, Tschechien (Größe 39 mm × 34 mm × 15 mm)

Berzelianit findet sich vor allem auf hydrothermalen Selenerzgängen in Karbonatgesteinen (z. B. Lerbach), in Calcit-Gängen in Serpentin (Skrikerum), in Gold-Quarz-Orthoklas-Lagerstätten (Redjang-Lebong, Sumatra) sowie in niedrigtemperierten hydrothermalen Eisenerzen. Begleitminerale sind andere Selenide wie Aguilarit, Athabascait, Clausthalit, Crookesit, Eukairit, Klockmannit, Schlemait, Tiemannit und Umangit, Ag-Au-Minerale wie Stromeyerit, Polybasit, Pearceit und Gold, Uran-Minerale wie Uraninit (Pechblende), Coffinit und Brannerit sowie Pyrit, Markasit und Calcit. Örtlich finden sich in der Paragenese auch selenhaltige Sekundärminerale wie die Selenite Chalkomenit und Ahlfeldit.
Als seltene Mineralbildung konnte Berzelianit nur an wenigen Fundorten nachgewiesen, wobei bisher (Stand 2016) rund 70 Fundorte bekannt sind. Als Typlokalität gilt die Cu-Ag-Pb-Se-Lagerstätte „Skrikerum“ bei Tryserum, Valdemarsvik, Östergötland, Schweden. Ein weiterer schwedischer Fundort ist das Glava-Kupferfeld (Yttre Rud Mines) bei Glava, Arvika, Värmland.
Wichtige Fundorte in Deutschland sind die Gruben „St. Lorenz“ und „Charlotte“ auf dem Burgstätter Gangzug, Clausthal-Zellerfeld, „Weintraube“ bei Lerbach, „Brummerjahn“ bei Zorge, „Roter Bär“ bei St. Andreasberg (alle in Niedersachsen), sowie der Eskaborner Stollen bei Tilkerode und der Grauwackesteinbruch Rieder bei Gernrode (beide Sachsen-Anhalt), alle im Harz. Weitere deutsche Fundorte sind das Revier Wölsendorf Ost im Fluoritbergbaugebiet Wölsendorf, Oberpfalz, und die Grube Christa bei Großschloppen im Fichtelgebirge, beide Franken, Bayern, und die Uranlagerstätte Müllenbach bei Baden-Baden, Schwarzwald, Baden-Württemberg. Aus dem Lagerstättenrevier Niederschlema-Alberoda bei Hartenstein (Sachsen) mit anderen Kupferseleniden aus den Gängen „Ruhmvoll“, Schacht 366, und „Tiber“, Schacht 371, sowie „Borna III“, „Karin“, „Ilsede“, „Monika“, „Bozen“ u. a. Der bisher einzige bekannte Fundort in Österreich ist ein Selenidvorkommen am Eselberg bei Altenberg an der Rax in der Steiermark. In der Schweiz aus Weierfeld, Rheinfelden, Aargau. In Tschechien (Mähren) aus Selenmineralisationen in Uraninit-Calcit-Gängen, z. B. aus den zur Lagerstätte Rožná gehörenden Gruben Habrí, Bukov und Rožná I bei Žďár nad Sázavou sowie aus Uranlagerstätten bei Nové Město na Moravě wie Petrovice bei Žďár u Blanska, Škrdlovice und Slavkovice; von Tišnovská Nová Ves, von Zálesí, Olmützer Region. Aus der Uranlagerstätte Předbořice (Kovářov) bei Krásna Hora, Böhmen.
In Kanada aus den Uran-Lagerstätten „Pinky Fault“, Lake Athabasca „Martin Lake Mine“ und den „Eagle Claims“, beide Beaverlodge Area, alle Saskatchewan. In den USA aus dem „Chihuahua stope“ in der „Durant Vein“, Aurora District, Mineral Co., und dem Gold Circle District (Midas District), Elko County, Nevada, sowie der „Cannon Mine“ bei Wenatchee, Chelan Co., Washington. In Mexiko u. a. aus der „Mina Ojuela“, Mapimí, Mun. de Mapimí, Durango. Vom „Elefante Prospect“ unweit der Au-Pd-Pt-Lagerstätte Serra Pelada, Curionópolis, Pará, Brasilien. Aus der „El Dragón Mine“, Provinz Antonio Quijarro, Potosí, Bolivien, mit neonblauen Chalkomenit-Mikrokristallen mit einer dünnen Kruste aus blass limonengrünem Ahlfeldit. Aus der „Mina Tumiñico“, der „Mina Las Asperezas“ und der Lagerstätte „El Tolar“, alle Sierra de Cacho, Provinz La Rioja, und aus einem selenreichen Erzgang am Cerro de Cacheuta in der gleichnamigen Sierra, Mendoza, alle Argentinien.
Aus der Great Boulder Mine, Kalgoorlie-Boulder und den Copper Hills, östliche Region Pilbara, beide Western Australia, und bei El Sharana, Northern Territory, alle Australien. Weiterhin aus der Lebong Donok Mine, Regierungsbezirk Rejang Lebong, Provinz Bengkulu, Sumatra, Indonesien. In der Goldlagerstätte La'erma, Luqu (Provinz Gansu), der Selenlagerstätte Yutangba, Enshi Co. (Provinz Hubei), der Kupferlagerstätte Tongchang, Dexing Co. (Provinz Jiangxi), sowie der Ag-Cu-Lagerstätte Luchang-Datongchang, Huili Co. (Provinz Sichuan), alle China.
Weitere Fundpunkte befinden sich z. B. in Argentinien, Australien, Bolivien, Kanada, Polen, Russland und der Demokratischen Republik Kongo.

## Verwendung
Berzelianit besteht zu etwa 62 % aus Kupfer und zu etwa 38 % aus Selen, ist jedoch aufgrund seiner Seltenheit als Rohstoff für diese Elemente technisch unbedeutend. Allerdings gehört Berzelianit zu den Selenerzen, die 1961–1965 im Lagerstättenrevier Niederschlema-Alberoda in Sachsen selektiv abgebaut und verhüttet wurden.